# Dyna fyr

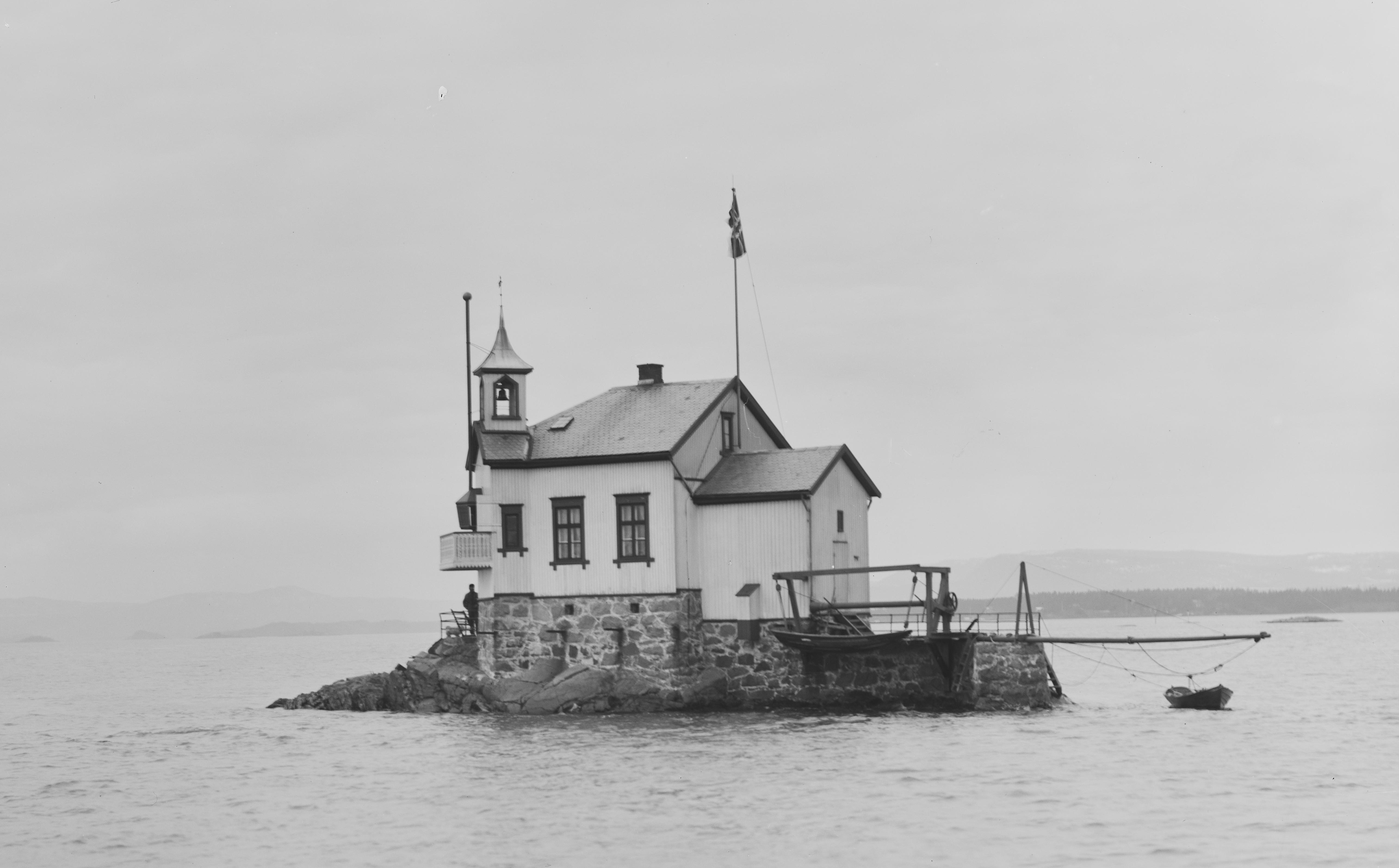
Dyna fyr omkring 1900.

Dyna fyr är en norsk fyr i Oslos hamninlopp. Fyren ligger i Inre Oslofjorden, omkring 300 meter sydost om halvön Bygdøy mot ön Nakkholmen, omkring tre kilometer från Oslos hamn.
Skäret som Dyna fyr ligger på överlämnades 1873 av den norska staten till dåvarande Kristiania Havnevesen för att bebyggas med ett fyrtorn. Fyren uppfördes 1874 och hade till en början ett fast, vitt sken och en dimvarningsklocka. År 1928 elektrifierades fyren och samtidigt ersattes klockan av en nautofon. Fyren automatiserades 1956, varpå fyrvaktartjänsten drogs in. 
På 1980-talet var byggnaden i så dåligt skick, att Oslo Havnevesen övervägde att riva den. Till slut renoverades byggnaden från 1990 och gjordes om till restaurang. Byggnaden, som är i trä, överläts senare till Oslo Froskemannskole. Sedan 1992 har fyrbyggnaden använts som sällskapslokaler och restaurantdrift. Den är ett kulturminne.